# ケネディ・サイモン
ケネディ・サイモン（Kennedy Simon、1996年10月1日 - ）は、ニュージーランドの女子ラグビー選手。

## プロフィール
- ニュージーランド出身[1]。
- ポジションはフランカー(FL)、ナンバーエイト(No8)。
- 身長 172cm、体重 80kg
- 女子ニュージーランド代表キャップは10（2022年11月現在）。

## 略歴
2022年、ラグビーワールドカップ2021の女子ニュージーランド代表の共同主将に選ばれてブラックファーンズ2大会連続優勝に貢献。